# William Liga
William Liga (eigentlich Viliame Bale Liga; * 11. Juni 1932 in Cakaudrove, Northern Division; † 1986 in Brisbane, Australien) war ein fidschianischer Speerwerfer.
Bei den British Empire and Commonwealth Games wurde er 1954 in Vancouver Achter, 1958 in Cardiff Fünfter und 1962 in Perth Sechster.
1968 schied er bei den Olympischen Spielen in Mexiko-Stadt in der Qualifikation aus.
Bei den Südpazifikspielen gewann er 1963 in Suva Bronze und 1966 in Nouméa Silber im Speerwurf. 1969 in Port Moresby holte er Bronze im Speerwurf und im Diskuswurf.
Sein nationaler Rekord im Speerwurf von 72,08 m, den er 1966 aufstellte, hatte bis zur Einführung des neuen Modells 1988 Bestand. 